# Boris Szyriajew
Boris Nikołajewicz Szyriajew, ros. Борис Николаевич Ширяев (ur. 27 października 1887 r. w Moskwie, zm. 17 kwietnia 1959 r. w San Remo) – rosyjski dziennikarz, publicysta, poeta i pisarz, oficer Rosyjskiej Armii Wyzwoleńczej (ROA) podczas II wojny światowej
Ukończył studia na wydziale historyczno-filologicznym uniwersytetu w Moskwie, po czym zajmował się pedagogiką i teatrem. Następnie studiował na uniwersytecie w Getyndze. Po powrocie do Rosji wstąpił do akademii sztabu generalnego. Brał udział w I wojnie światowej, dochodząc do stopnia sztabskapitana. Pod koniec 1917 r. powrócił do Moskwy.
Próbował przedostać się nad Don, aby wstąpić do nowo formowanej Armii Ochotniczej, ale został aresztowany przez bolszewików i skazany na karę śmierci. W 1922 r. kara śmierci została zamieniona na karę 10 lat w łagrach na Sołowkach. Występował tam w łagiernym teatrze, pisał też artykuły i wiersze do pisma "Sołowieckije ostrowa". W latach 1925–1926 opublikował w nim swoją pierwszą powieść pt. "1237 strok". W 1929 r. jego wyrok zamieniono z kolei na 3 lata zsyłki do Azji Środkowej. Pracował tam jako dziennikarz. W 1932 r. powrócił do Moskwy, gdzie ponownie aresztowano go i skazano na 3 lata zsyłki do miasta Rossosz w okręgu woroneskim. Od 1935 r. mieszkał w Stawropolu i Czerkiesku na północnym Kaukazie. Uczył języka i literatury rosyjskiej w instytucie pedagogicznym.
Po zajęciu tych obszarów przez wojska niemieckie w sierpniu 1942 r., został redaktorem w stawropolskiej gazecie "Stawropolskoje słowo", przemianowanej wkrótce na "Utro Kawkaza". Kiedy Niemcy wycofywali się z Kaukazu, wyjechał do Berlina. W maju 1943 r.  wstąpił do Rosyjskiej Armii Wyzwoleńczej, otrzymując stopień majora ROA. Został odkomenderowany do szkoły propagandzistów ROA w Dabendorfie pod Berlinem. W 1944 r. wyjechał do okupowanego Belgradu, gdzie był redaktorem pisma "Na kazaczjem postu", skierowanego do kozackich oddziałów wojskowych w służbie niemieckiej. W lutym 1945 r. przeniósł się do północnych Włoch, gdzie wydawał pismo dla Kozaków zgrupowanych w Kozackim Stanie.
Po zakończeniu wojny uniknął repatriacji do ZSRR. Przebywał w obozie dla dipisów (tzn. diplaced person - przesiedleniec) w Kapui, gdzie pisał powieści ("Di-Pi w Italii", "Ja czełowiek russkij", "Swietilniki Russkoj Ziemli") oraz artykuły literaturoznawcze do pism "Wozrożdienije" i "Grani". W 1954 r. w Nowym Jorku została opublikowana jego najbardziej znana książka pt. "Nieugismaja łampada" (w Polsce wydane pod tytułem "Niegasnące światło"), opisująca życie łagierników na Sołowkach. Boris N. Szyriajew napisał też powieści "Owieczja łuża" (1952), "Poslednij barin" (1954), "Wańka-Wjuga" (1955) oraz powieść autobiograficzną "Kudiejarow Dub" (1958), w której uwypuklił problem rosyjskiego patriotyzmu i służby na rzecz Niemców podczas II wojny światowej. Był autorem licznych artykułów do jednego z najważniejszych rosyjskich pism emigracyjnych "Czasowoj". Po jego śmierci 17 kwietnia 1959 r. wyszła książka "Rieligioznyje motiwy w russkoj poezii".